# 喬爾納 (克拉斯尼奧克尼區)
47°37′8″N 29°20′23″E / 47.61889°N 29.33972°E
喬爾納（烏克蘭語：Чорна）是位於烏克蘭西南部的村莊，由敖德萨州波季利斯克区的奧克尼市鎮負責管轄。該村始建於1740年，面積5.74平方公里，海拔高度120米，2001年人口2,157，人口密度每平方公里375.78人。